# Кармайкъл
Кармайкъл е населено място в окръг Сакраменто, щата Калифорния, САЩ.
R;d население от 79 793 жители (2020 г.) и обща площ от 35,72 кв. км. Разположен е на 37 м н.в. Намира се в часова зона UTC-8, а през лятото е в UTC-7. Пощенските му кодове са 95608-95609, а телефонния 916.
Даниъл Кармайкъл, на когото е наречено населеното място, е дошъл в Калифорния през 1885 г.
1. ↑  data.census.gov //   Посетен на 1 януари 2022 г.